# Union des mouvements sportifs de Loum
Actualités
L'Union des mouvements sportifs de Loum est un club camerounais de football basé à Loum.

## Histoire
Fondée en février 2011 par l'homme d'affaires et politique camerounais Pierre Kwemo, l'UMS réalise dès ses débuts trois montées successives et parvient à accéder en première division en 2014. Le club gagne son premier trophée majeur l'année suivante, en remportant la Coupe du Cameroun 2015. Cette victoire lui permet de participer pour la première fois de son histoire à une compétition africaine, la Coupe de la confédération 2016. Il confirme son nouveau statut la saison suivante en remportant son premier titre de champion du Cameroun de son histoire. Ce second titre lui ouvre les portes de la Ligue des champions de la CAF 2017.
Le club est relégué à l'issue de la saison Elite One 2023-2024 et évolue en Elite Two du Cameroun pour la saison 2024-2025.

## Palmarès
- Championnat du Cameroun (2) :
  - Vainqueur en 2016, 2019

- Coupe du Cameroun de football :
  - Vainqueur en 2015
  - Finaliste en 2017

- Supercoupe du Cameroun de football :
  - Finaliste en 2019

- Championnat du Cameroun de football de deuxième division
  - Champion : 2013